# Mertensophryne anotis
Mertensophryne anotis là một loài cóc thuộc họ Bufonidae. Loài này có ở Mozambique và Zimbabwe. Môi trường sống tự nhiên của chúng là rừng ẩm vùng đất thấp nhiệt đới hoặc cận nhiệt đới và vùng núi ẩm nhiệt đới hoặc cận nhiệt đới. Chúng hiện đang bị đe dọa vì mất nơi sống.